# Marxwado
MARXWADO é o primeiro álbum de estúdio em parceria dos cantores brasileiros Patricia Marx e Wado, lançado no dia 3 de março de 2023 nas plataformas digitais pelo selo LAB 344.
A produção é do próprio Wado e as gravações tiveram como músicos Vitor Peixoto (violão), Igor Peixoto (baixo), Rodrigo Sarmento (bateria) e Dinho Zampier (teclados). A mixagem e a masterização foi de Jair Donato.
Em setembro de 2021, Patricia Marx e o cantor Wado lançaram juntos a faixa "Aquele Frevo Axé" como single, a mesma seria incluída no álbum do cantor do ano seguinte, intitulado Wado e o Bloco dos Bairros Distantes em: O Disco Mais Feliz do Mundo, Vol. 1. A experiência tornou-se essencial para que os dois desenvolvessem planos para trabalhos futuros.
O repertório para o que seria um álbum em pareceria foi selecionado a partir de uma playlist enviada por Marx a Wado, com canções que ela gostava e tinha vontade de regravar. Em entrevista, a cantora revelou: “Eu sou da old school, não achei que ele fosse gostar das músicas, pois eram muito antigas, algo como Bossa Nova, Maysa. Mas ele conseguiu transformar essa linguagem em algo atual e familiar para ele”.
Entre as faixas estão: "Melhor", a qual Wado escreveu em parceria com Adriano Siri, em 2007; a regravação do samba de 1951 "Me Deixa em Paz", cuja composição pertence a Monsueto Menezes e Airton Amorim, que foi arranjada na cadência do samba-rock e a canção "Minha Voz, Minha Vida" de Caetano Veloso, lançada pelo cantor em 1982, cujos arranjos trazem uma evocação da batida do funk.
"Vozes Trans"  foi lançada como primeira música de trabalho e o lançamento ocorreu em outubro de 2022. Trata-se de uma composição do próprio Wado em parceria com Vitor Peixoto. Segundo a cantora a canção é sobre "resistência" em uma sociedade que marginaliza orientações sexuais diferentes da heterossexualidade.
Um segundo single, dessa vez duplo, foi lançado em 3 de fevereiro de 2023. Uma das canções é a intitulada "Bom Parto", cuja composição é assinada por Wado e Fernanda Coelho. A letra de "Bom parto" fala dos locais próximos da tragédia que acometeu Maceió, onde mais de três bairros inteiros foram evacuados por conta da mineração predatória. A segunda canção é a regravação de "Com a Ponta dos Dedos", parceria de Wado com Glauber Xavier que foi gravada pelo cantor em 2011. A nova versão traz elementos de bossa cubana que remete tanto à João Donato quanto à Beach House.
De acordo com os artistas, o álbum não foi idealizado para fins comerciais ou de marketing e sim como uma proposta artística e musical. Em entrevista os cantores afirmaram: “A gente nem pensou no marketing, foi pela arte. Até abandonamos algumas coisas, para deixar ambos felizes”, concordam os dois.

## Lista de faixas
- Créditos adaptados do site Spotify.[11]

| N.º            | Título                  | Compositor(es)                    | Duração |  |
| 1.             | "Bom Parto"             | Fernando Coelho, Wado             | 3:11    |  |
| 2.             | "Com a Ponta dos Dedos" | Glauber Xavier, Wado              | 2:23    |  |
| 3.             | "Me Deixa em Paz"       | Ayrton Amorim, Monsueto Menezes   | 3:18    |  |
| 4.             | "Melhor"                | Ayrton Siri, Wado                 | 3:30    |  |
| 5.             | "Minha Voz, Minha Vida" | Caetano Veloso                    | 1:58    |  |
| 6.             | "Orgulho"               | Wado, Vitor Peixoto, Zeca Baleiro | 3:05    |  |
| 7.             | "Vozes Trans"           | Wado, V. Peixoto                  | 3:17    |  |
| Duração total: | Duração total:          | Duração total:                    | 20:46   |  |